# Zenon Jarocki
Zenon Jarocki (ur. 22 grudnia 1930 w Warszawie, zm. 8 marca 1963 w Zielonej Górze) – polski aktor i reżyser teatrów lalkowych.

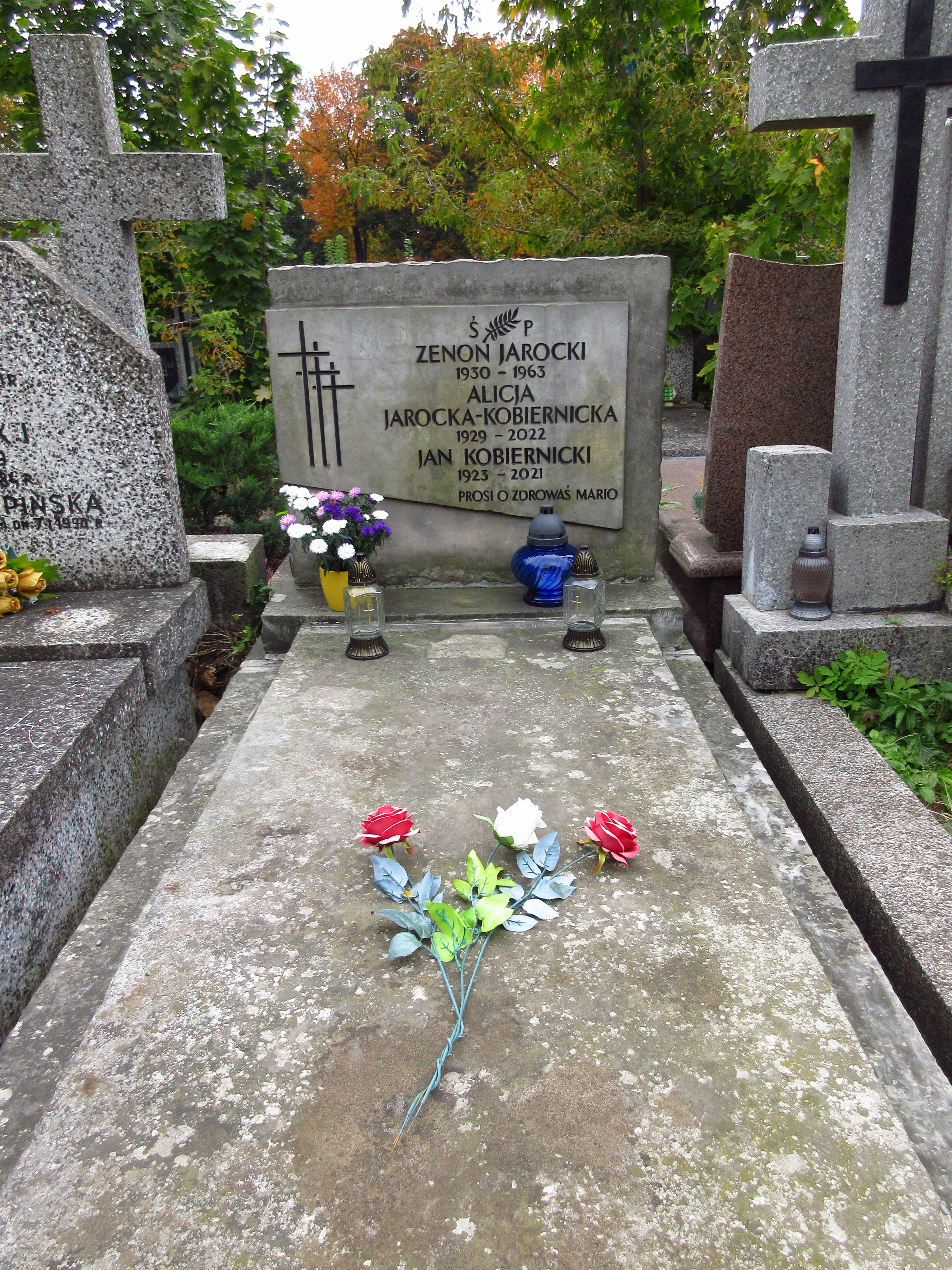
Grób Zenona Jarockiego na Cmentarzu Bródnowskim.

Od 1953 związany był z poznańskim Teatrem Lalki i Aktora Marcinek, gdzie poza grą aktorską był reżyserem przedstawień m.in. „Złota rybka”, „Kropka-kreska i Agnieszka” oraz „Tygrysiątko”. Scenografię do reżyserowanych przez niego przedstawień tworzyła m.in. Krystyna Miłobędzka. Gościnnie występował również w Olsztyńskim Teatrze Lalek oraz w Lublinie i Zielonej Górze. Zmarł w wieku 32 lat, został pochowany na cmentarzu Bródnowskim w Warszawie (kw. 82B-3-23).